# Molophilus umboiensis
Molophilus umboiensis là một loài ruồi trong họ Limoniidae. Chúng phân bố ở miền Australasia.